# Arno Eugen Fritsche

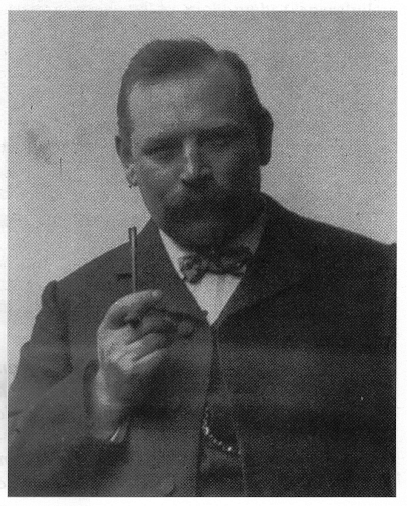
Fritsche um 1905

Arno Eugen Fritsche (* 10. Februar 1858 in Melaune (Niederschlesien); † 10. Oktober 1939 in Wuppertal) war ein deutscher Architekt, der insbesondere auf dem Gebiet des evangelischen Kirchenbaus hervortrat.

## Leben
Als Sohn eines Pfarrers geboren, besuchte Fritsche die Baugewerkschule Zittau und später die Technische Hochschule Berlin-Charlottenburg, 1887 wurde er Meisterschüler bei Johannes Otzen an der Berliner Kunstakademie. Von 1889 bis 1895 arbeitete Fritsche in Otzens Architekturbüro in Berlin. 1898 schloss er sich mit dem Architekten Adolf Cornehls in Elberfeld zusammen, das gemeinsame Büro bestand bis 1901. Seit diesem Jahr arbeitete Fritsche allein; von 1913 bis 1932 fungierte er außerdem als nebenamtlicher Leiter des Provinzialkirchenbauamts der Evangelischen Kirche der Rheinprovinz; in diesem Amt war er Nachfolger des Architekten August Senz. Erst 1934, im Alter von 76 Jahren, scheint sich Fritsche endgültig zur Ruhe gesetzt zu haben.

## Bauten
(unvollständig)
- 1895–1896: ev. Lutherkirche in Berlin-Spandau (teilweise umgenutzt)
- 1898–1901: ev.-ref. Lutherkirche in Solingen, Kölner Straße (mit Cornehls, unter Denkmalschutz)
- 1899–1901: ev.-luth. Lutherkirche in Görlitz, Lutherplatz
- 1899: evangelisches Gemeindehaus in Wetter (Ruhr), Theodor-Heuss-Straße 11 (mit Cornehls, unter Denkmalschutz, entwidmet)
- 1899: innerer Umbau der ev. Neuen Kirche in Langenberg (Rheinland), Donnerstraße (heute Eventkirche)
- 1900: Villenanlage „Im Duhr“ für Paul Colsman in Langenberg (Rheinland), Donnerstraße 37–39
- 1900–1902: ev. Kirche Merscheid in Solingen-Merscheid, Herzogstraße (mit Cornehls, unter Denkmalschutz)
- 1902: Landhaus Homberg für Adalbert und Sophie Colsman in Hattingen, Am Homberg 44
- 1903: Umbau des „Weißen Hauses“ für Johannes Colsman in Langenberg (Rheinland), Hauptstraße 19
- 1903: ev. Friedhofskapelle in Solingen-Höhscheid, auf dem Friedhof Grünbaumstraße / Dorp  (unter Denkmalschutz)
- 1900–1904: ev. Kirche in Dortmund-Dorstfeld, Hochstraße (unter Denkmalschutz, 2013 entwidmet)
- 1904–1905: ev. Christuskirche in (Unna-)Königsborn, Friedrich-Ebert-Straße (unter Denkmalschutz)
- 1904–1906: ev. Christuskirche in (Leverkusen-)Wiesdorf, Friedrich-Ebert-Platz (nach Kriegsschäden verändert)
- 1905: Villenanlage „Hohenfriedberg“ für Ernst Feldhoff in Langenberg (Rheinland), Hordtstraße 4–8
- 1905: ev. Friedhofskapelle in Langenberg (Rheinland), Friedhofstraße
- 1905–1906: Bismarckturm in Langenberg (Rheinland), Hordtstraße
- 1905–1907: ev. Kirche in Moys bei Görlitz (heute Ujazd (Zgorzelec))
- 1905–1907: ev. Versöhnungskirche in Bochum-Hordel, Günnigfelder Straße
- 1906–1908: ev. Immanuelkirche in (Dortmund-)Marten, Bärenbruch (unter Denkmalschutz)
- 1907–1908: Rathaus in (Solingen-)Gräfrath, Wuppertaler Straße (zum Museum umgenutzt, unter Denkmalschutz)
- 1908–1909: ev. Erlöserkirche in Langenfeld-Immigrath (unter Denkmalschutz)
- 1909–1911: ev. Christuskirche in Recklinghausen, Limperstraße (verändert erhalten)
- um 1910: Rathaus in (Krefeld-)Fischeln, Kölner Straße 517 (unter Denkmalschutz)
- 1910–1911: ev. Kirche in Gelsenkirchen-Hessler, Melanchthonstraße (Kirchenschiff nach Kriegsschäden verändert, unter Denkmalschutz)[1]
- 1910–1911: ev. Pauluskirche in Gelsenkirchen-Bulmke, Pauluskirchplatz (1944 weitgehend kriegszerstört, 1955–1958 modern wiederaufgebaut)[2]
- 1910–1911: ev. Auferstehungskirche in Gelsenkirchen-Neustadt, Josefstraße (unter Denkmalschutz, 2011 entwidmet)
- 1910–1911: ev. Lutherkirche in Bochum, Klinikstraße (Turmhaube vereinfacht)
- 1911–1913: Beamtensiedlung für das Unternehmen J. A. Henckels in Solingen, Henckelsstraße (unter Denkmalschutz)
- 1912–1914: ev. Dorper Kirche in Solingen, Schützenstraße (unter Denkmalschutz)
- 1912–1917: Bürgerhaus in Langenberg (Rheinland)
- 1918–1926: ev. Hauptkirche Sonnborn in Wuppertal-Sonnborn, Sonnborner Straße (unter Denkmalschutz)
- 1928: ev. Kapelle in (Wülfrath-)Flandersbach, Kapellenstraße
- 1929–1930: Erweiterung (Turm und Seitenschiff) der ev. Gnadenkirche in Essen-Dellwig, Pfarrstraße (unter Denkmalschutz)